# Spellemannprisen 1998
Der Spellemannpris 1998 war die 27. Ausgabe des norwegischen Musikpreises Spellemannprisen. Die Nominierungen berücksichtigten Veröffentlichungen des Musikjahres 1998. Die Preisverleihung fand am 19. Februar 1999 im Oslo Spektrum statt. Die Veranstaltung wurde von NRK1 übertragen und von Claus Wiese und Bjørn Eidsvåg moderiert. In der Kategorie „Årets Spellemann“ wurde Leif Ove Andsnes ausgezeichnet, den Ehrenpreis („Hedersprisen“) erhielt Ole Paus.

## Gewinner
| Kategorie                                | Gewinner                                          | Werk                           |
| ---------------------------------------- | ------------------------------------------------- | ------------------------------ |
| Barneplate (Kinderplatte)                | Elever ved Gamlebyen Skole                        | Syng som småfolk               |
| Dance                                    | Päronsoda                                         | A nightclub in Tunisia         |
| Danseorkester/Gammaldans                 | Picazzo                                           | Blanke ark                     |
| Folkemusikk                              | Hallvard T. Bjørgum, Bjarne Herrefoss, Knut Hamre | Toneflaum                      |
| Hardrock                                 | Covenant                                          | Nexus polaris                  |
| Jazz                                     | Espen Rud                                         | Rudlende                       |
| Klassisk (Klassisch)                     | Solveig Kringlebotn                               | Black roses                    |
| Popgruppe                                | D’Sound                                           | Beauty is a blessing           |
| Popsolist                                | Bertine Zetlitz                                   | Morbid latenight show          |
| Rock                                     | Midnight Choir                                    | Amsterdam stranded             |
| Samtidsmusikk (zeitgenössische Musik)    | Oslo Filharmoniske Orkester                       | Lasse Thoresen: The sonic mind |
| Viser/Viserock (Weisen/Weisenrock)       | Vamp                                              | Flua på veggen                 |
| Åpen Klasse (Offene Klasse)              | Bugge Wesseltoft, Sidsel Endresen                 | Duplex ride                    |
| Årets Artist (Künstler des Jahres)       | Vidar Busk                                        | –                              |
| Årets Hederspris (Ehrenpreis des Jahres) | Ole Paus                                          | –                              |
| Årets Låt (Lied des Jahres)              | Lene Marlin                                       | Unforgivable sinner            |
| Årets Nykommer (Newcomer des Jahres)     | Bertine Zetlitz                                   | Morbide latenight show         |
| Årets Spellemann (Spellemann des Jahres) | Leif Ove Andsnes                                  | –                              |

## Nominierte
Barneplate
- Anita Skorgan, Odd Børretzen: Våre beste barnesanger 4
- Elever ved Gamlebyen Skole: Syng som småfolk
- Maj Britt Andersen: Chevina

Dance
- Information: Artifacts
- Jan Bang: Pop Killer
- Päronsoda: A nightclub in Tunisia

Danseorkester/Gammaldans
- Ole Ivars: På cruise og tvers
- Picazzo: Blanke ark
- Scandinavia: God jul og godt nyttår

Folkemusikk
- Bukkene Bruse: Steinstolen
- Frode Nyvold: Skjemt og sjanti
- Hallvard T. Bjørgum, Bjarne Herrefoss, Knut Hamre: Toneflaum

Hardrock
- Covenant: Nexus polaris
- Dimmu Borgir: Godless savage garden
- Mundanus Imperium: The spectral spheres coronation

Jazz
- Espen Rud: Rudlende
- Staffan William-Olsson: Smile
- The Brazz Brothers: Towards the sea

Klassisk
- Leif Ove Andsnes: Brahms: Klaverkonsert nr. 1 og tre intermezzi, op. 117
- Solveig Kringlebotn: Black roses
- Truls Mørk: Miaskovsky/Prokofiev

Popgruppe
- Babel Fish: Babel Fish
- D’Sound: Beauty is a blessing
- Trang Fødsel: Feber

Popsolist
- Bertine Zetlitz: Morbid latenight show
- Frost: Bedsit theories
- Sigvart Dagsland: Fri

Rock
- Midnight Choir: Amsterdam stranded
- The Yum Yums: Sweet as candy
- Vidar Busk & His True Believers: I came here to rock

Samtidsmusikk
- Einar Henning Smebye: Piano
- Oslo Filharmoniske Orkester: Lasse Thoresen: The sonic mind
- Peter Herresthal: Please accept my ears!

Viser/Viserock
- Herborg Kråkevik: Herborgs verden
- Kari Bremnes: Svarta bjørn
- Vamp: Flua på veggen

Åpen Klasse
- Bugge Wesseltoft, Sidsel Endresen: Duplex ride
- Jan Magne Førde: Domen
- Lars Martin Myhre: Hysj
- Ole Paus, Oslo Kammerkor: Det begynner å bli et liv, det begynner å ligne en bønn
- Skruk: Stjernen ledet vise menn

Årets Låt
- Babel Fish: Out of the blue
- Di Derre: Slå Meg På
- Lene Marlin: Unforgivable sinner
- Racer: Bønda fra nord
- Trang Fødsel: Drømmedame

Årets Nykommer
- Bertine Zetlitz: Morbide latenight show
- Päronsoda: A nightclub in Tunisia
- The Getaway People: The Getaway People